# 풍어놀이
풍어놀이는 한국의 민속놀이 중 하나이다. 
풍어놀이는 어촌에서 음력 정월 초하루부터 보름까지 주로 하는 놀이로서 이때는 어민들이 부락의 넓은 광장에 모여 풍어기(豊漁旗)와 등을 달고, 장고·북·꽹과리 등 악기에 맞추어 춤을 추면서 노래도 부른다. 이 놀이를 하는 본래의 뜻은 용왕(龍王)을 위안하고 사나운 물결이 일지 않고 어업에 종사할 수 있도록 해달라는 것과, 또 그 해 고기가 많이 잡히도록 해달라는 데 있다.